# Neena Gill
Pour les articles homonymes, voir Gill.
Neena Gill, née le 24 décembre 1956 à Ludhiana dans le Pendjab en Inde, est une femme politique britannique, membre du Parti travailliste.
Elle fut députée européenne 2 fois : de 1999 à 2009 et de 2014 à 2020.